# Mycale laevis
Mycale laevis är en svampdjursart som först beskrevs av Carter 1882.  Mycale laevis ingår i släktet Mycale och familjen Mycalidae. Inga underarter finns listade i Catalogue of Life.